# Prunus amygdaloides
Prunus amygdaloides là loài thực vật có hoa trong họ Hoa hồng. Loài này được Schltr. miêu tả khoa học đầu tiên.